# Nemzeti ünnep
 (mars 2023).
Si vous disposez d'ouvrages ou d'articles de référence ou si vous connaissez des sites web de qualité traitant du thème abordé ici, merci de compléter l'article en donnant les références utiles à sa vérifiabilité et en les liant à la section « Notes et références ».
Nemzeti ünnep (en français : « Fête nationale ») ou 1848-as forradalom ünnepe (« Fête de la Révolution de 1848 ») est une des 3 fêtes nationales de Hongrie. Elle a lieu le 15 mars. Elle célèbre, selon l'article J de la nouvelle loi fondamentale, la « mémoire de la révolution et de la lutte pour l'indépendance des années 1848-49 ». La Révolution de 1848 avait ainsi pour principal objectif la fin du règne des Habsbourg sur la Hongrie et l'indépendance du pays. C'est à l'occasion de cette fête que sont distribués les Prix Kossuth et Széchenyi.